# Apotolamprus latipennis
Apotolamprus latipennis là một loài bọ cánh cứng trong họ Bọ hung (Scarabaeidae).